# Râul Vasluieț
Râul Vasluieț sau Râul Vaslui este un afluent al râului Bârlad, care are o lungime de cca. 81 km, iar suprafața bazinului hidrografic de 692 km², pe teritoriul județelor Vaslui și Iași. Râul  intră în județul Vaslui în localitatea Pribești, se varsă în bazinul de acumulare Solești, ca mai apoi să se îndrepte către municipiul Vaslui, traversându-l prin partea estică și găsindu-și vărsarea în raza comunei Deleni.

## Galerie de imagini

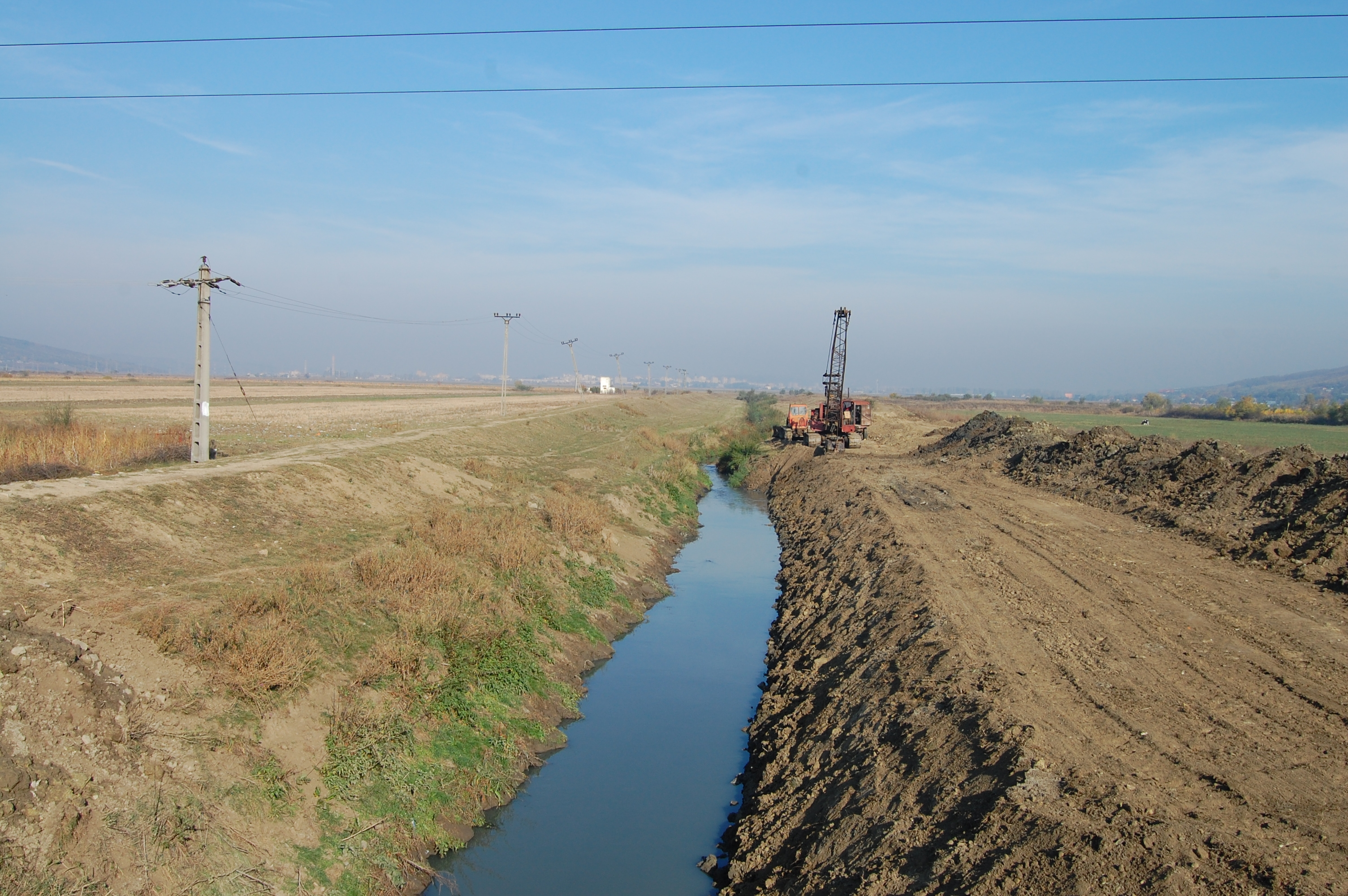
Râul Vasluieţ fotografiat în apropiere de Muntenii de Jos